# Cantone di La Montagne noire
Il Cantone di La Montagne noire è una divisione amministrativa dell'Arrondissement di Castres.
È stato istituito a seguito della riforma dei cantoni del 2014, che è entrata in vigore con le elezioni dipartimentali del 2015.

## Composizione
Comprende i comuni di:
- Arfons
- Belleserre
- Cahuzac
- Les Cammazes
- Dourgne
- Durfort
- Escoussens
- Labruguière
- Lagardiolle
- Massaguel
- Saint-Affrique-les-Montagnes
- Saint-Amancet
- Saint-Avit
- Sorèze
- Verdalle